# Venezia Football Club 2022-2023
Questa voce raccoglie le informazioni riguardanti il Venezia Football Club nelle competizioni ufficiali della stagione 2022-2023.

## Stagione
Il Venezia ritorna mestamente in cadetteria dopo la deludente stagione in massima serie, conclusa con l'ultimo posto. Diverse le novità sia per quanto riguarda l'area direttiva che tecnica. Cristian Molinaro appende le scarpe al chiodo e accetta la proposta del presidente Duncan Niederauer ricoprendo il ruolo di Direttore tecnico e Davide Brendolin promosso Direttore Sportivo. Per la panchina arancioneroverde, Andrea Soncin ritorna ad allenare la primavera veneziana e lascia il posto a Ivan Javorčić, autore di una grandissima stagione a Bolzano con il Südtirol ottenendo una storica promozione in Serie B.
Per la nuova stagione, nessun giocatore dell'annata precedente viene riscattato e in rosa arrivano alcuni giocatori di categoria tra cui Joronen (arrivato in cambio di Lezzerini, il giovane Galazzi più un conguaglio), dal Frosinone arrivano Andrija Novakovich e Francesco Zampano, da Cesena Nicholas Pierini autore di un'ottima stagione e dal Brighton il nazionale irlandese Aaron Connolly. Sul fronte cessioni, alcuni giocatori (Nani, Peretz, Mateju e Romero) interrompono o non rinnovano il contratto con la società lagunare. Da segnalare inoltre la cessione di Henry al Verona.
Il Venezia all'esordio perde (2-1) con il Genoa ma si riscatta la giornata seguente battendo con lo stesso risultato il Sudtirol, decisiva un'autorete di Curto al 95'. Tuttavia, escludendo l'exploit della sesta giornata, un poker inflitto al Cagliari, i Lagunari non vincono più e all'11ª giornata, a seguito della sconfitta interna con l'Ascoli, la squadra allenata da Javorcic scende in zona retrocessione diretta. A pagarne i conti è l'allenatore che viene esonerato, al posto suo viene chiamato Paolo Vanoli, che subentra dopo la sconfitta col Como con Soncin in panchina ad interim. Il Venezia con il nuovo mister, dopo la sconfitta di misura subita con la Reggina, totalizza 10 punti nelle successive 4 partite, portandosi fuori dalla zona retrocessione. La squadra chiude il girone d'andata al 16º posto con 20 punti.
Il girone di ritorno si apre male con due sconfitte e un pareggio, i Lagunari tornano in zona retrocessione. Nel frattempo, nel calciomercato invernale partono diversi giocatori importanti: i difensori Ceccaroni, Haps e Wisniewski lasciano Venezia per accasarsi rispettivamente a Lecce, Genoa e Spezia mentre i centrocampisti Crnigoj, Cuisance e Fiordilino si trasferiscono rispettivamente a Salernitana, Sampdoria e Sudtirol. La società opera anche in entrata per sostituire i partenti, in difesa arrivano Carboni, Ceppitelli e Hristov mentre per il centrocampo firmano Ellertsson, Jajalo e Milanese.
Con una serie di due vittorie ai danni delle dirette concorrenti Benevento e SPAL, entrambe col risultato di 2-1, i Lagunari si portano al di fuori della zona retrocessione diretta nella quale il Venezia non tornerà più. A fine stagione, il Venezia si rivela in ottima forma e prima della pausa per le nazionali batte l'Ascoli grazie a una rete di Carboni al 91'. Al rientro dalla sosta, gli uomini di Vanoli sconfiggono il Como con il risultato di (3-2) e si portano al di fuori della zona Play-out. A seguito della sconfitta di misura con la Reggina, arrivano quattro vittorie consecutive, tra le quali il (4-1) alla Ternana e il (5-0) al Modena, quest'ultima con quattro reti segnate da Pohjanpalo. Dopo al pari esterno col Cosenza, il successo (3-2) sul Perugia porta il Venezia al 7º posto e perciò nella zona Play off. Nonostante la sconfitta col Parma all'ultima giornata, il Venezia disputa i Play-off e ha l'occasione di tornare in Serie A, chiudendo la stagione regolare all'8º posto con 49 punti, frutto di 13 vittorie, 10 pareggi e 15 sconfitte; gli uomini di Vanoli verranno tuttavia eliminati ai preliminari dal Cagliari di Ranieri, futura neopromossa.
Pohjanpalo è il capocannoniere del Venezia con 19 reti in Serie B; il Vichingo ha vissuto un finale di stagione in crescendo, come la sua squadra, segnando 10 reti nelle ultime 8 partite e vincendo consecutivamente i titoli di MVP di Aprile e Maggio, diventando il primo calciatore nella storia del torneo a vincere consecutivamente due riconoscimenti.

## Divise e sponsor
| Casa | Trasferta | Terza divisa |

## Organigramma societario
Di seguito l'organigramma societario.
Area direttiva
- Presidente: Duncan Niederauer
- Team Manager: Vincenzo Todaro
- Direttore sportivo: Davide Brendolin
- Direttore tecnico: Cristian Molinaro
- Consulente del management: Iván Córdoba

Area tecnica
- Allenatore: Ivan Javorčić
- Vice Allenatore: Alessandro Gamberini
- Preparatore Portieri: Massimo Lotti
- Preparatore atletico: Alberto Berselli
- Preparatore atletico: Andrea Disderi

## Rosa
Rosa e numerazione aggiornata al 7 agosto 2022.
| N. |                                 | Ruolo | Calciatore              |
| -- | ------------------------------- | ----- | ----------------------- |
| 1  | Finlandia (bandiera)            | P     | Niki Mäenpää            |
| 2  | Polonia (bandiera)              | D     | Przemysław Wiśniewski   |
| 5  | Suriname (bandiera)             | D     | Ridgeciano Haps         |
| 6  | Stati Uniti (bandiera)          | C     | Gianluca Busio          |
| 7  | Italia (bandiera)               | D     | Francesco Zampano       |
| 8  | Stati Uniti (bandiera)          | C     | Tanner Tessmann         |
| 9  | Irlanda (bandiera)              | A     | Aaron Connolly          |
| 9  | Paesi Bassi (bandiera)          | A     | Daishawn Redan          |
| 10 | Francia (bandiera)              | C     | Mickaël Cuisance        |
| 11 | Stati Uniti (bandiera)          | A     | Andrija Novakovich      |
| 12 | Brasile (bandiera)              | P     | Bruno Bertinato         |
| 13 | Italia (bandiera)               | D     | Marco Modolo (capitano) |
| 14 | Stati Uniti (bandiera)          | C     | Jack de Vries           |
| 16 | Italia (bandiera)               | C     | Luca Fiordilino         |
| 17 | Norvegia (bandiera)             | A     | Dennis Johnsen          |
| 18 | Bosnia ed Erzegovina (bandiera) | A     | Mirza Hasanbegovic      |
| 18 | Bosnia ed Erzegovina (bandiera) | C     | Mato Jajalo             |
| 19 | Islanda (bandiera)              | C     | Bjarki Steinn Bjarkason |
| 19 | Italia (bandiera)               | A     | Riccardo Ciervo         |
| 20 | Finlandia (bandiera)            | A     | Joel Pohjanpalo         |
| 21 | Russia (bandiera)               | C     | Denis Cheryshev         |
| 23 | Italia (bandiera)               | D     | Luca Ceppitelli         |
| 24 | Italia (bandiera)               | P     | Filippo Neri            |
| 25 | Italia (bandiera)               | A     | Nicholas Pierini        |
| 27 | Italia (bandiera)               | D     | Antonio Candela         |
| 28 | Stati Uniti (bandiera)          | C     | Patrick Leal            |
| 30 | Austria (bandiera)              | D     | Michael Svoboda         |
| 31 | Austria (bandiera)              | D     | Maximilian Ullmann      |

| N. |                        | Ruolo | Calciatore              |
| -- | ---------------------- | ----- | ----------------------- |
| 32 | Italia (bandiera)      | D     | Pietro Ceccaroni        |
| 33 | Slovenia (bandiera)    | C     | Domen Črnigoj           |
| 33 | Croazia (bandiera)     | D     | Marin Šverko            |
| 36 | Argentina (bandiera)   | D     | Facundo Zabala          |
| 36 | Norvegia (bandiera)    | C     | Magnus Kofod Andersen   |
| 44 | Italia (bandiera)      | D     | Andrea Carboni          |
| 45 | Francia (bandiera)     | D     | Melvin Rémy             |
| 47 | Scozia (bandiera)      | C     | Harvey St Clair         |
| 55 | Francia (bandiera)     | D     | Noah Baudouin           |
| 55 | Bulgaria (bandiera)    | D     | Petko Hristov           |
| 57 | Lussemburgo (bandiera) | A     | Issa Bah                |
| 59 | Svezia (bandiera)      | C     | Gabriel Sandberg        |
| 60 | Italia (bandiera)      | D     | Lorenzo Busato          |
| 61 | Norvegia (bandiera)    | D     | Leo Kyvik               |
| 62 | Italia (bandiera)      | D     | Nicola Camolese         |
| 62 | Italia (bandiera)      | C     | Tommaso Milanese        |
| 63 | Grecia (bandiera)      | D     | Georgios Karagiannidis  |
| 64 | Italia (bandiera)      | D     | Filippo Mozzo           |
| 65 | Islanda (bandiera)     | D     | Kristófer Jónsson       |
| 66 | Finlandia (bandiera)   | P     | Jesse Joronen           |
| 67 | Svezia (bandiera)      | A     | Amin Boudri             |
| 68 | Lussemburgo (bandiera) | A     | James Alves Rodrigues   |
| 70 | Islanda (bandiera)     | A     | Hilmir Rafn Mikaelsson  |
| 77 | Islanda (bandiera)     | C     | Mikael Egill Ellertsson |
| 85 | Paesi Bassi (bandiera) | A     | Jay Enem                |
| 88 | Canada (bandiera)      | C     | Damiano Pecile          |
| 94 | Francia (bandiera)     | D     | Morré Makadji           |
| 94 | Italia (bandiera)      | D     | Andrea Beghetto         |

## Calciomercato

### Sessione estiva(dall'1/7 al 1/9)
| Acquisti         | Acquisti               | Acquisti       | Acquisti      |
| R.               | Nome                   | da             | Modalità      |
| ---------------- | ---------------------- | -------------- | ------------- |
| P                | Jesse Joronen          | Brescia        | definitivo    |
| D                | Francesco Zampano      | Frosinone      | definitivo    |
| D                | Facundo Zabala         | Apoel Nicosia  | definitivo    |
| D                | Antonio Candela        | Genoa          | definitivo    |
| D                | Przemysław Wiśniewski  | Górnik Zabrze  | definitivo    |
| C                | Magnus Kofod Andersen  | Nordsjaelland  | definitivo    |
| A                | Denis Cheryshev        | svincolato     | definitivo    |
| A                | Nicholas Pierini       | Cesena         | definitivo    |
| A                | Aaron Connolly         | Brighton       | prestito      |
| A                | Andrija Novakovich     | Frosinone      | definitivo    |
| A                | Joel Pohjanpalo        | B. Leverkusen  | definitivo    |
| Altre operazioni |                        |                |               |
| R.               | Nome                   | da             | Modalità      |
| P                | Riccardo Pigozzo       | Trento         | fine prestito |
| D                | Mario De Marino        | Fidelis Andria | fine prestito |
| D                | David Schnegg          | Crotone        | fine prestito |
| D                | Gian Filippo Felicioli | Ascoli         | fine prestito |
| D                | Pasquale Mazzocchi     | Salernitana    | fine prestito |
| D                | Iurie Iovu             | Cagliari       | definitivo    |
| C                | Domenico Rossi         | Vis Pesaro     | fine prestito |
| C                | Daan Heymans           | Charleroi      | fine prestito |
| C                | Nicolas Galazzi        | Triestina      | fine prestito |
| C                | Aaron Kacinari         | Tabor Sezana   | definitivo    |
| C                | Damiano Pecile         | Vancouver      | definitivo    |
| C                | Jack de Vries          | Philadelphia   | definitivo    |
| C                | Harvey St Clair        | Triestina      | fine prestito |
| C                | Bjarki Bjarkason       | Catanzaro      | fine prestito |
| C                | Filippo Serena         | Pontedera      | fine prestito |
| A                | Mirza Hasanbegović     | GS Kallithea   | fine prestito |
| A                | Issa Bah               | Pr. Niederkorn | definitivo    |
| A                | James Alves Rodrigues  | Hesperange     | definitivo    |
| A                | Hilmir Rafn Mikaelsson | Fjölnir        | definitivo    |
| A                | Francesco Forte        | Benevento      | fine prestito |

| Cessioni         | Cessioni               | Cessioni    | Cessioni       |
| R.               | Nome                   | a           | Modalità       |
| ---------------- | ---------------------- | ----------- | -------------- |
| P                | Luca Lezzerini         | Brescia     | definitivo     |
| P                | Sergio Romero          | svincolato  | fine contratto |
| D                | Ethan Ampadu           | Chelsea     | fine prestito  |
| D                | Mattia Caldara         | Milan       | fine prestito  |
| D                | Tyronne Ebuehi         | Benfica     | fine prestito  |
| D                | Aleš Matějů            | svincolato  | fine contratto |
| D                | Cristian Molinaro      | ritiro      | rescissione    |
| D                | David Schnegg          | Sturm Graz  | definitivo     |
| C                | Sofian Kiyine          | Lazio       | fine prestito  |
| C                | Dor Peretz             | svincolato  | rescissione    |
| C                | Nani                   | svincolato  | rescissione    |
| C                | Daan Heymans           | Charleroi   | definitivo     |
| C                | Arnór Sigurðsson       | CSKA Mosca  | fine prestito  |
| A                | Thomas Henry           | Verona      | definitivo     |
| A                | David Okereke          | Club Bruges | fine prestito  |
| A                | Mattia Aramu           | Genoa       | definitivo     |
| A                | Jean-Pierre Nsame      | Young Boys  | fine prestito  |
| Altre operazioni |                        |             |                |
| R.               | Nome                   | a           | Modalità       |
| P                | Filippo Neri           | Feralpisalò | prestito       |
| P                | Riccardo Pigozzo       | Arzignano   | prestito       |
| D                | Jakob Franz Pálsson    | Chiasso     | prestito       |
| D                | Mario De Marino        | svincolato  | fine contratto |
| D                | Gian Filippo Felicioli | Cittadella  | definitivo     |
| D                | Pasquale Mazzocchi     | Salernitana | definitivo     |
| C                | Nicolas Galazzi        | Brescia     | definitivo     |
| C                | Aaron Kacinari         | Kastrioti   | prestito       |
| C                | Domenico Rossi         | Pro Sesto   | prestito       |
| A                | Francesco Forte        | Benevento   | definitivo     |
| A                | Hilmir Rafn Mikaelsson | Fjölnir     | fine prestito  |

### Sessione invernale(dal 3/1 al 31/1)
| Acquisti         | Acquisti                | Acquisti      | Acquisti                         |
| R.               | Nome                    | da            | Modalità                         |
| ---------------- | ----------------------- | ------------- | -------------------------------- |
| D                | Andrea Beghetto         | Pisa          | prestito                         |
| D                | Andrea Carboni          | Monza         | prestito                         |
| D                | Luca Ceppitelli         | svincolato    | definitivo                       |
| D                | Petko Hristov           | Spezia        | prestito con obbligo di riscatto |
| D                | Marin Šverko            | Groningen     | prestito                         |
| C                | Mikael Egill Ellertsson | Spezia        | definitivo (850 mila €)          |
| C                | Mato Jajalo             | Udinese       | definitivo                       |
| C                | Tommaso Milanese        | Cremonese     | prestito                         |
| A                | Riccardo Ciervo         | Sassuolo      | prestito                         |
| A                | Daishawn Redan          | Herta BSC     | definitivo                       |
| Altre operazioni |                         |               |                                  |
| R.               | Nome                    | da            | Modalità                         |
| P                | Filippo Neri            | Feralpisalò   | fine prestito                    |
| D                | Iurie Iovu              | Istra 1961    | fine prestito                    |
| C                | Lauri Ala-Myllymäki     | Triestina     | fine prestito                    |
| A                | Babacar Diop            | Novara        | definitivo                       |
| C                | Mikael Törset Johnsen   | Oakland Roots | fine prestito                    |
| A                | Óttar Magnús Karlsson   | Oakland Roots | fine prestito                    |

| Cessioni         | Cessioni              | Cessioni           | Cessioni                                      |
| R.               | Nome                  | a                  | Modalità                                      |
| ---------------- | --------------------- | ------------------ | --------------------------------------------- |
| D                | Pietro Ceccaroni      | Lecce              | prestito con diritto di riscatto              |
| D                | Ridgeciano Haps       | Genoa              | prestito con diritto di riscatto              |
| D                | Maximilian Ullmann    | Magdeburgo         | prestito                                      |
| D                | Przemysław Wiśniewski | Spezia             | definitivo (4 milioni €)                      |
| D                | Facundo Zabala        | Olimpia Asunción   | prestito con diritto di riscatto              |
| C                | Domen Črnigoj         | Salernitana        | prestito con diritto di riscatto (350 mila €) |
| C                | Mickaël Cuisance      | Sampdoria          | prestito                                      |
| C                | Luca Fiordilino       | Südtirol           | prestito con diritto di riscatto              |
| A                | Aaron Connolly        | Brighton           | fine prestito                                 |
| Altre operazioni |                       |                    |                                               |
| R.               | Nome                  | a                  | Modalità                                      |
| D                | Iurie Iovu            | Istra 1961         | definitivo                                    |
| C                | Lauri Ala-Myllymäki   | Ilves Tampere      | prestito                                      |
| C                | Bjarki Bjarkason      | Foggia             | prestito                                      |
| C                | Jack de Vries         | KTP                | prestito                                      |
| C                | Damiano Pecile        | KTP                | prestito                                      |
| C                | Harvey St Clair       | Vis Pesaro         | definitivo                                    |
| A                | Jay Enem              | Vis Pesaro         | prestito                                      |
| A                | Óttar Magnús Karlsson | Virtus Francavilla | prestito                                      |

## Risultati

### Serie B

#### Girone di andata
| Arbitro: | Irrati (Pistoia) |

|             |           |                          |
| Johnsen 68’ | Marcatori | 37’ Portanova 87’ Yeboah |

| Arbitro: | Baroni (Firenze) |

|            |           |                                 |
| Odogwu 60’ | Marcatori | 83’ Cuisance 90+5’ (aut.) Curto |

| Arbitro: | Giua (Olbia) |

|               |           |              |
| Antonucci 70’ | Marcatori | 85’ Cuisance |

| Arbitro: | Dionisi (L'Aquila) |

|  |           |                               |
|  | Marcatori | 52’ La Gumina 77’ Koutsoupias |

| Arbitro: | Manganiello (Pinerolo) |

|                             |           |  |
| La Mantia 79’ Finotto 90+3’ | Marcatori |  |

| Arbitro: | Perenzoni (Rovereto) |

|                |           |             |
| Novakovich 40’ | Marcatori | 44’ Gliozzi |

| Arbitro: | Cosso (Reggio Calabria) |

|             |           |                                          |
| Mancosu 38’ | Marcatori | 50’ Pohjanpalo 64’, 66’ Čeryšev 82’ Haps |

| Arbitro: | Giua (Olbia) |

|               |           |                            |
| Ceccaroni 70’ | Marcatori | 46’ Antenucci 83’ Cheddira |

| Arbitro: | Minelli (Varese) |

|             |           |                                           |
| Čeryšev 42’ | Marcatori | 70’ Lucioni 85’ Mulattieri 90+4’ Borrelli |

| Arbitro: | Pairetto (Nichelino) |

|          |           |             |
| Ndoj 31’ | Marcatori | 87’ Črnigoj |

| Arbitro: | Piccinini (Forlì) |

|  |           |                           |
|  | Marcatori | 67’ Dionisi 86’ Collocolo |

| Arbitro: | Miele (Nola) |

|             |           |  |
| Bellemo 66’ | Marcatori |  |

| Arbitro: | Marcenaro (Genova) |

|               |           |                         |
| Pohjanpalo 9’ | Marcatori | 54’ Canotto 75’ Hernani |

| Arbitro: | Manganiello (Pinerolo) |

|  |           |                |
|  | Marcatori | 65’ Pohjanpalo |

| Arbitro: | Camplone (Pescara) |

|                      |           |                     |
| Pohjanpalo 9’, 45+2’ | Marcatori | 37’ (rig.) Falletti |

| Arbitro: | Paterna (Teramo) |

|                                   |           |                         |
| Tremolada 37’ (rig.) Bonfanti 53’ | Marcatori | 60’ Črnigoj 90’ Johnsen |

| Arbitro: | Volpi (Arezzo) |

|                          |           |  |
| Črnigoj 18’ Tessmann 75’ | Marcatori |  |

| Arbitro: | Rapuano (Rimini) |

|                            |           |                  |
| Candela 8’ (aut.) Lisi 15’ | Marcatori | 90+4’ Pohjanpalo |

| Arbitro: | Minelli (Varese) |

|                            |           |                         |
| Pohjanpalo 70’ Pierini 82’ | Marcatori | 45’ (rig.), 50’ Vázquez |

#### Girone di ritorno
| Arbitro: | Miele (Nola) |

|          |           |  |
| Coda 85’ | Marcatori |  |

| Arbitro: | Gariglio (Pinerolo) |

|  |           |          |
|  | Marcatori | 76’ Tait |

| Arbitro: | Valeri (Roma) |

|                       |           |                      |
| Pohjanpalo 29’ (rig.) | Marcatori | 38’ (rig.) Antonucci |

| Arbitro: | Sacchi (Macerata) |

|             |           |                           |
| Tello 45+4’ | Marcatori | 3’ Pierini 70’ Pohjanpalo |

| Arbitro: | Cosso (Reggio Calabria) |

|                          |           |              |
| Tessmann 12’ Pierini 34’ | Marcatori | 56’ Dickmann |

| Arbitro: | Paterna (Teramo) |

|                    |           |             |
| Gliozzi 74’ (rig.) | Marcatori | 17’ Candela |

| Venezia 25 febbraio 2023, ore 14:00 CET 26ª giornata | Venezia          | 0 – 0 referto | Cagliari | Stadio Pier Luigi Penzo (4 470 spett.)\| Arbitro: \| Zufferli (Udine) \| |
| Arbitro:                                             | Zufferli (Udine) |               |          |                                                                          |

| Arbitro: | Massimi (Termoli) |

|             |           |  |
| Bellomo 63’ | Marcatori |  |

| Arbitro: | Ferrieri Caputi (Livorno) |

|                              |           |  |
| Mulattieri 15’, 50’ Caso 47’ | Marcatori |  |

| Arbitro: | Irrati (Pistoia) |

|                |           |                 |
| Pohjanpalo 50’ | Marcatori | 61’ Van de Looi |

| Arbitro: | Fourneau (Roma) |

|  |           |               |
|  | Marcatori | 90+1’ Carboni |

| Arbitro: | Serra (Torino) |

|                                         |           |                             |
| Candela 45’ Milanese 48’ Pohjanpalo 50’ | Marcatori | 8’ Da Cunha 90’ Gabrielloni |

| Arbitro: | Marchetti (Ostia Lido) |

|                       |           |  |
| Ceppitelli 10’ (aut.) | Marcatori |  |

| Arbitro: | Gariglio (Pinerolo) |

|                                                |           |                              |
| Johnsen 19’ Pohjanpalo 61’ (rig.) Tessmann 63’ | Marcatori | 5’ Brunori 86’ (rig.) Tutino |

| Arbitro: | Perenzoni (Rovereto) |

|             |           |                                                       |
| Capanni 79’ | Marcatori | 21’ Carboni 32’ Pohjanpalo 44’ Ellertsson 72’ Čeryšev |

| Arbitro: | Rutella (Enna) |

|                                                  |           |  |
| Pohjanpalo 32’, 54’, 72’, 79’ (rig.) Zampano 82’ | Marcatori |  |

| Arbitro: | Meraviglia (Pistoia) |

|            |           |                |
| D'Urso 89’ | Marcatori | 34’ Pohjanpalo |

| Arbitro: | Maggioni (Lecco) |

|                                        |           |                                  |
| Pierini 26’ Carboni 42’ Ellertsson 60’ | Marcatori | 64’ Luperini 78’ (rig.) Casasola |

| Arbitro: | Sacchi (Macerata) |

|                               |           |                |
| Vázquez 12’ (rig.) Camara 78’ | Marcatori | 44’ Pohjanpalo |

#### Play-off
| Arbitro: | Di Bello (Brindisi) |

|                   |           |             |
| Lapadula 14’, 18’ | Marcatori | 52’ Pierini |

### Coppa Italia

#### Turni eliminatori
| Arbitro: | Paterna (Teramo) |

|                     |           |                                     |
| Mikaelsson 87’, 89’ | Marcatori | 35’ Šarić 70’ Falzerano 90’ Fontana |

## Statistiche

### Statistiche di squadra
| Competizione | Punti | In casa | In casa | In casa | In casa | In casa | In casa | In trasferta | In trasferta | In trasferta | In trasferta | In trasferta | In trasferta | Totale | Totale | Totale | Totale | Totale | Totale | DR |
| Competizione | Punti | G       | V       | N       | P       | Gf      | Gs      | G            | V            | N            | P            | Gf           | Gs           | G      | V      | N      | P      | Gf     | Gs     | DR |
| ------------ | ----- | ------- | ------- | ------- | ------- | ------- | ------- | ------------ | ------------ | ------------ | ------------ | ------------ | ------------ | ------ | ------ | ------ | ------ | ------ | ------ | -- |
| Serie B      | 42    | 17      | 5       | 5       | 7       | 21      | 25      | 17           | 6            | 4            | 8            | 20           | 20           | 34     | 11     | 9      | 14     | 41     | 45     | -4 |
| Coppa Italia | -     | 1       | 0       | 0       | 1       | 2       | 3       | 0            | 0            | 0            | 0            | 0            | 0            | 1      | 0      | 0      | 1      | 2      | 3      | -1 |
| Totale       | -     | 18      | 5       | 5       | 8       | 23      | 28      | 17           | 6            | 4            | 8            | 20           | 20           | 35     | 11     | 9      | 15     | 43     | 48     | -5 |

### Andamento in campionato
| Giornata  | 1  | 2 | 3  | 4  | 5  | 6  | 7  | 8  | 9  | 10 | 11 | 12 | 13 | 14 | 15 | 16 | 17 | 18 | 19 | 20 | 21 | 22 | 23 | 24 | 25 | 26 | 27 | 28 | 29 | 30 | 31 | 32 | 33 | 34 | 35 | 36 | 37 | 38 |
| --------- | -- | - | -- | -- | -- | -- | -- | -- | -- | -- | -- | -- | -- | -- | -- | -- | -- | -- | -- | -- | -- | -- | -- | -- | -- | -- | -- | -- | -- | -- | -- | -- | -- | -- | -- | -- | -- | -- |
| Luogo     | C  | T | T  | C  | T  | C  | T  | C  | C  | T  | C  | T  | C  | T  | C  | T  | C  | T  | C  | T  | C  | C  | T  | C  | T  | C  | T  | T  | C  | T  | C  | T  | C  | T  | C  | T  | C  | T  |
| Risultato | P  | V | N  | P  | P  | N  | V  | P  | P  | N  | P  | P  | P  | V  | V  | N  | V  | P  | N  | P  | P  | N  | V  | V  | N  | N  | P  | P  | N  | V  | V  | P  | V  | V  | V  | N  | V  | P  |
| Posizione | 12 | 9 | 11 | 13 | 16 | 16 | 13 | 16 | 16 | 16 | 18 | 19 | 19 | 19 | 16 | 17 | 15 | 16 | 16 | 18 | 18 | 19 | 18 | 13 | 15 | 16 | 16 | 16 | 16 | 16 | 14 | 14 | 14 | 14 | 10 | 9  | 7  | 8  |

Fonte:  Serie B – Classifica, su legab.it.
Legenda:

Luogo: C = Casa; T = Trasferta. Risultato: R = Rinviata; V = Vittoria; N = Pareggio; P = Sconfitta.

### Statistiche dei giocatori
| Giocatore       | Serie B  | Serie B | Serie B     | Serie B    | Play-off | Play-off | Play-off    | Play-off   | Coppa Italia | Coppa Italia | Coppa Italia | Coppa Italia | Totale   | Totale | Totale      | Totale     |
| Giocatore       | Presenze | Reti    | Ammonizioni | Espulsioni | Presenze | Reti     | Ammonizioni | Espulsioni | Presenze     | Reti         | Ammonizioni  | Espulsioni   | Presenze | Reti   | Ammonizioni | Espulsioni |
| --------------- | -------- | ------- | ----------- | ---------- | -------- | -------- | ----------- | ---------- | ------------ | ------------ | ------------ | ------------ | -------- | ------ | ----------- | ---------- |
| M.K. Andersen   | 26       | 0       | 1           | 0          | 1        | 0        | 0           | 0          | 0            | 0            | 0            | 0            | 27       | 0      | 1           | 0          |
| M. Aramu        | 0        | 0       | 0           | 0          | 0        | 0        | 0           | 0          | 0            | 0            | 0            | 0            | 0        | 0      | 0           | 0          |
| I. Bah          | 0        | 0       | 0           | 0          | 0        | 0        | 0           | 0          | 0            | 0            | 0            | 0            | 0        | 0      | 0           | 0          |
| N. Baudouin     | 0        | 0       | 0           | 0          | 0        | 0        | 0           | 0          | 1            | 0            | 0            | 0            | 1        | 0      | 0           | 0          |
| B.S. Bjarkason  | 0        | 0       | 0           | 0          | 0        | 0        | 0           | 0          | 1            | 0            | 0            | 0            | 1        | 0      | 0           | 0          |
| B.O. Bertinato  | 3        | -4      | 0           | 0          | 0        | 0        | 0           | 0          | 0            | 0            | 0            | 0            | 3        | -4     | 0           | 0          |
| A. Boudri       | 0        | 0       | 0           | 0          | 0        | 0        | 0           | 0          | 1            | 0            | 0            | 0            | 1        | 0      | 0           | 0          |
| G. Busio        | 28       | 0       | 2           | 0          | 0        | 0        | 0           | 0          | 0            | 0            | 0            | 0            | 28       | 0      | 2           | 0          |
| N. Camolese     | 0        | 0       | 0           | 0          | 0        | 0        | 0           | 0          | 1            | 0            | 0            | 0            | 1        | 0      | 0           | 0          |
| P. Ceccaroni    | 20       | 1       | 5           | 1          | 0        | 0        | 0           | 0          | 0            | 0            | 0            | 0            | 20       | 1      | 5           | 1          |
| A. Connolly     | 5        | 0       | 1           | 0          | 0        | 0        | 0           | 0          | 0            | 0            | 0            | 0            | 5        | 0      | 1           | 0          |
| D. Črnigoj      | 18       | 3       | 2           | 0          | 0        | 0        | 0           | 0          | 0            | 0            | 0            | 0            | 18       | 3      | 2           | 0          |
| M. Cuisance     | 13       | 2       | 0           | 0          | 0        | 0        | 0           | 0          | 0            | 0            | 0            | 0            | 13       | 2      | 0           | 0          |
| J. De Vries     | 3        | 0       | 0           | 0          | 0        | 0        | 0           | 0          | 0            | 0            | 0            | 0            | 3        | 0      | 0           | 0          |
| L. Fiordilino   | 14       | 0       | 2           | 0          | 0        | 0        | 0           | 0          | 0            | 0            | 0            | 0            | 14       | 0      | 2           | 0          |
| R. Haps         | 19       | 1       | 7           | 1          | 0        | 0        | 0           | 0          | 0            | 0            | 0            | 0            | 19       | 1      | 7           | 1          |
| M. Hasanbegovic | 0        | 0       | 0           | 0          | 0        | 0        | 0           | 0          | 1            | 0            | 1            | 0            | 1        | 0      | 1           | 0          |
| D. Johnsen      | 33       | 3       | 4           | 0          | 1        | 0        | 0           | 0          | 0            | 0            | 0            | 0            | 34       | 3      | 4           | 0          |
| K. Jónsson      | 0        | 0       | 0           | 0          | 0        | 0        | 0           | 0          | 1            | 0            | 0            | 0            | 1        | 0      | 0           | 0          |
| J. Joronen      | 34       | -44     | 3           | 1          | 1        | -2       | 0           | 0          | 1            | -3           | 0            | 0            | 36       | -49    | 3           | 1          |
| N. Mäenpää      | 2        | -2      | 0           | 0          | 0        | 0        | 0           | 0          | 0            | 0            | 0            | 0            | 2        | -2     | 0           | 0          |
| H.F. Mikaelsson | 0        | 0       | 0           | 0          | 0        | 0        | 0           | 0          | 1            | 2            | 0            | 0            | 1        | 2      | 0           | 0          |
| M. Modolo       | 10       | 0       | 1           | 0          | 0        | 0        | 0           | 0          | 0            | 0            | 0            | 0            | 10       | 0      | 1           | 0          |
| F. Neri         | 0        | 0       | 0           | 0          | 0        | 0        | 0           | 0          | 0            | 0            | 0            | 0            | 0        | 0      | 0           | 0          |
| A. Novakovich   | 35       | 1       | 4           | 0          | 1        | 0        | 0           | 0          | 1            | 0            | 0            | 0            | 37       | 1      | 4           | 0          |
| D. Pecile       | 0        | 0       | 0           | 0          | 0        | 0        | 0           | 0          | 1            | 0            | 0            | 0            | 1        | 0      | 0           | 0          |
| N. Pierini      | 35       | 4       | 1           | 0          | 1        | 1        | 0           | 0          | 0            | 0            | 0            | 0            | 36       | 5      | 1           | 0          |
| M. Rémy         | 0        | 0       | 0           | 0          | 0        | 0        | 0           | 0          | 1            | 0            | 1            | 0            | 1        | 0      | 1           | 0          |
| G. Sandberg     | 0        | 0       | 0           | 0          | 0        | 0        | 0           | 0          | 1            | 0            | 1            | 0            | 1        | 0      | 1           | 0          |
| H. St Clair     | 2        | 0       | 0           | 0          | 0        | 0        | 0           | 0          | 0            | 0            | 0            | 0            | 2        | 0      | 0           | 0          |
| M. Svoboda      | 21       | 0       | 5           | 0          | 1        | 0        | 0           | 0          | 0            | 0            | 0            | 0            | 22       | 0      | 5           | 0          |
| T. Tessmann     | 32       | 3       | 5           | 1          | 1        | 0        | 0           | 0          | 1            | 0            | 0            | 0            | 34       | 3      | 5           | 1          |
| M. Ullmann      | 5        | 0       | 0           | 0          | 0        | 0        | 0           | 0          | 0            | 0            | 0            | 0            | 5        | 0      | 0           | 0          |
| A. Vacca        | 0        | 0       | 0           | 0          | 0        | 0        | 0           | 0          | 0            | 0            | 0            | 0            | 0        | 0      | 0           | 0          |
| P. Wiśniewski   | 19       | 0       | 5           | 0          | 0        | 0        | 0           | 0          | 1            | 0            | 0            | 0            | 20       | 0      | 5           | 0          |
| F. Zabala       | 1        | 0       | 0           | 0          | 0        | 0        | 0           | 0          | 0            | 0            | 0            | 0            | 1        | 0      | 0           | 0          |
| F. Zampano      | 33       | 1       | 6           | 0          | 1        | 0        | 0           | 0          | 1            | 0            | 0            | 0            | 35       | 1      | 6           | 0          |
| F. Candela      | 29       | 2       | 4           | 0          | 1        | 0        | 0           | 0          | 0            | 0            | 0            | 0            | 30       | 2      | 4           | 0          |
| F. Pohjanpalo   | 37       | 19      | 2           | 0          | 1        | 0        | 0           | 0          | 0            | 0            | 0            | 0            | 38       | 19     | 2           | 0          |
| F. Cheryshev    | 23       | 4       | 1           | 0          | 1        | 0        | 0           | 0          | 0            | 0            | 0            | 0            | 24       | 4      | 1           | 0          |
| F. Ceppitelli   | 22       | 0       | 5           | 0          | 0        | 0        | 0           | 0          | 0            | 0            | 0            | 0            | 22       | 0      | 5           | 0          |
| M.E. Ellertsson | 16       | 2       | 3           | 0          | 1        | 0        | 1           | 0          | 0            | 0            | 0            | 0            | 17       | 2      | 4           | 0          |
| T. Milanese     | 10       | 1       | 1           | 0          | 1        | 0        | 0           | 0          | 0            | 0            | 0            | 0            | 11       | 1      | 1           | 0          |
| M. Jajalo       | 7        | 0       | 1           | 0          | 0        | 0        | 0           | 0          | 0            | 0            | 0            | 0            | 7        | 0      | 1           | 0          |
| A. Beghetto     | 2        | 0       | 0           | 0          | 0        | 0        | 0           | 0          | 0            | 0            | 0            | 0            | 2        | 0      | 0           | 0          |
| M. Šverko       | 4        | 0       | 1           | 0          | 1        | 0        | 0           | 0          | 0            | 0            | 0            | 0            | 5        | 0      | 1           | 0          |
| R. Ciervo       | 6        | 0       | 0           | 0          | 0        | 0        | 0           | 0          | 0            | 0            | 0            | 0            | 6        | 0      | 0           | 0          |
| P. Hristov      | 11       | 0       | 5           | 1          | 1        | 0        | 1           | 0          | 0            | 0            | 0            | 0            | 12       | 0      | 6           | 1          |
| A. Carboni      | 16       | 3       | 4           | 0          | 1        | 0        | 0           | 0          | 0            | 0            | 0            | 0            | 17       | 3      | 4           | 0          |
| J. Enem         | 1        | 0       | 0           | 0          | 0        | 0        | 0           | 0          | 0            | 0            | 0            | 0            | 1        | 0      | 0           | 0          |